# Baccarat
Baccarat (IPA: [bakaˈʁá]) ili Baccara je kartaška igra na sreću francuskog podrijetla koja se igra pomoću 6 ili 8 francuskih špilova od po 52 karte izmiješanih zajedno. Igra je popularna u kockarnicama, a najčešće su tri varijante: punto banco (američka verzija) i chemin de fer (francuska verzija). Češća varijanta je punto banco. U baccaratu se "igrač" i "bankar" natječu za bolji rezultat. Tko od kuće i igrača predstavlja koga, ovisi o varijanti igre. 

### Pravila
Baccarat punto banco se igra na izduljenom stolu s dva blagajnika i jednim krupjeom. Blagajnici obavljaju novčane transakcije i prikupljanje komisije na pobjedu "bankara", dok krupje dijeli karte i objavljuje rezultat. Cilj svake od dvije uloge, "igrač" i "bankar" je imati više bodova nego protivnik. Karte 2-9 vrijede koliko piše na njima, as vrijedi 1 bod, a 10, dečko, dama i kralj vrijede nula bodova. Ako bi zbroj bio 10 ili veći, oduzima se 10 odnosno 20 da bi se zbroj zadržao između 0 i 9 (npr. 5+9+4 nije 18, nego 8). Ako se dogodi remi, dobici se isplaćuju igračima koji su se kladili na remi, a ostali ulozi se vraćaju bez dobitka.
Nakon što su svi igrači postavili uloge na željeni ishod, krupje naizmjenično dijeli po dvije karte "igraču" i "bankaru", a daljnja igra se odvija prema narednoj tablici:
| Igračev početni zbroj | Bankarov početni zbroj | Ishoda |
| --- | ---------------------- | ------ |
| 8-9b | 0-7                    | I      |
| 9b | 9b                     | R      |
| 9b | 8b                     | I      |
| 8b | 9b                     | B      |
| 8b | 8b                     | R      |
| 6-7 | 8-9b                   | B      |
| 6-7 | 0-5                    | B 3    |
| 7 | 6                      | I      |
| 7 | 7                      | R      |
| 6 | 6                      | R      |
| 6 | 7                      | B      |
| 0-5 | 8-9                    | B      |
| 0-5 | 0-7                    | I 3    |
| a I=igrač pobjeđuje; B=bankar pobjeđuje; R=remi; I 3=igrač vuče treću kartu, v. desnu tablicu; B 3=bankar vuče treću kartu b Prirodna ruka |                        |        |

| Igračeva treća karta                                                                | Bankarov početni zbroj da vučec |
| ----------------------------------------------------------------------------------- | ------------------------------- |
| 2, 3                                                                                | 0-4                             |
| 4, 5                                                                                | 0-5                             |
| 6, 7                                                                                | 0-6                             |
| 8                                                                                   | 0-2                             |
| 9, 10, J, Q, K, A                                                                   | 0-3                             |
| c Ako bankar nema početni zbroj u ovim granicama, on ne vuče i dijeljenje je gotovo |                                 |

Nakon što je dijeljenje gotovo s ili bez vučenja treće karte od bilo "igrača" ili "bankara", krupje provjerava kombinacije i isplaćuje eventualne dobitke.
U početku se određuje bankar. Kad je određen, on odabire količinu novca koju će uložiti. Poslije bankara redom suprotno od kazaljke svaki igrač poslije bankara ima pravo zazvati "Banko!" čime se igrač obvezuje da će uložiti jednako koliko je uložio bankar. Ako nitko to ne kaže, igrači odabiru koliko će uložiti. Ako je ukupni ulog svih igrača manji od bankarova uloga, osobe koje ne sjede za baccarat stolom se smiju ulogom uključiti u igru. Ako je ukupni ulog veći, bankar može, ali ne mora prihvatiti višak. Ako ga ne prihvati, igrači od posljednjega po redu moraju odustati od ulogâ dok se ulog ne spusti na razinu bankarevoga. 
Kao zastupnik igračâ određuje se igrač koji je iskoristio pravo da zazove "Banko!" ili igrač koji je uložio najviše novca. Ako su dva igrača uložila najviše novca, igrač koji je prije po redu postaje zastupnik. Bankar potom naizmjenično dijeli dvije karte licem dolje zastupniku igračâ i sebi. Ako ijedan od dvojice ima zbroj 8 ili 9, polaže karte licem gore na stol i to objavljuje, a drugi igrač zatim također polaže karte na stol i zbrojevi se uspoređuju.
Ako niti zastupnik igračâ, niti bankar nemaju 8 ili 9, bankar nudi zastupniku igračâ treću kartu. Ako zastupnik ima zbroj 0-5, on mora prihvatiti kartu. Ako ima 6-7, mora ju odbiti. Ako zastupnik prihvati, bankar dijeli na stol pred njim jednu kartu licem gore.
Sada je bankar na redu. On nije ograničen pravilima i smije uzeti treću kartu po svom nahođenju. Bez obzira uzme li ju ili ne, on i zastupnik igračâ polažu karte na stol i računa se pobjednik. Ako je zbroj ijednog od sudionika veći od 10, oduzima se po 10 bodova toliko puta dok se zbroj ne dovede između 0 i 9. Ako je bankarev zbroj veći od zbroja zastupnika igračâ, on zadržava svoj ulog i uloge drugih igrača. Ako je zastupnikov zbroj veći, bankar mora isplatiti svim igračima njihove uloge u omjeru 1:1. Ako je bankar izgubio, prestaje biti bankar, i uloga se seli na igrača desno od njega.
Svi bankarovi dobici ostaju njegov ulog i bankar ih ne može "podignuti" iz banke dok je bankar, nego ih uvijek mora nanovo ulagati. Međutim, on može čak i nakon pobjede odstupiti od pozicije. U tom slučaju igrači redom suprotno od kazaljke na satu od njega dobivaju mogućnost nastaviti banku, ali s bankarevim trenutačnim ulogom. Ako nitko ne odabere tu mogućnost, igrač desno od bankara dobiva mogućnost nastaviti banku, ali s bilo kojim iznosom koji mu odgovara. Na ovaj način kuća osigurava da iznos banke raste proporcionalno dok se igrači ne počnu osjećati nelagodno igrajući s toliko visokim novcima ili dok netko od bankarâ ne izgubi novac.